# Baryscapus lissus
Baryscapus lissus är en stekelart som först beskrevs av Burks 1943.  Baryscapus lissus ingår i släktet Baryscapus och familjen finglanssteklar. Inga underarter finns listade.